# GFP Personal Finance Manager
GFP é um gerenciador de finanças pessoais open source que pode ser usado virtualmente em qualquer sistema operacional que suporte uma máquina virtual Java. Ele possui uma arquitetura baseada em plugins que permite a outros desenvolvedores estender suas funcionalidades básicas a fim de atender necessidades específicas. O GFP foi feito para pessoas com pouco ou nenhum conhecimento de contabilidade ou finanças e possui uma interface intuitiva que visa facilitar seu uso e diminuir o tempo de aprendizado no uso do programa.
Este software está traduzido para 9 diferentes idiomas e está sendo traduzido para outros mais.

## Funcionalidades
GFP permite ao usuário criar contas em três principais categorias: Conta Corrente (Banco e de bolso), Cartão de Crédito e Aplicações; cada tipo de conta tem um comportamento especifico. Após isso o usuário cria suas categorias de despesas e receitas para ajudá-lo a organizar e categorizar suas transações. Adicionando novas transações no movimento de suas contas o GFP após 6 meses de movimentação inicia a fazer uma analise do comportamento financeiro de cada conta realizando lançamentos de previsão para os próximos meses.
Este projeto é mantido por Igor Regis e distribuído sobre a licença GPL GNU General Public License e pode ter seu código fonte baixado livremente.
GFP está traduzido para Português, Inglês, Espanhol, Alemão, Francês, Italiano, Romeno, Árabe e Chinês